# Lalín
Lalín – gmina w Hiszpanii, w prowincji Pontevedra, w Galicji, o powierzchni 326,83 km². W 2011 roku gmina liczyła 20 409 mieszkańców.

## Gminy partnerskie
- Cuijk